# I Care 4 U
I Care 4 U is een compilatie-album van de Amerikaanse zangeres Aaliyah. Blackground Records bracht het album uit op 10 december 2002. Op I Care 4 U staan alle hits van de zangeres en een aantal niet eerder uitgebrachte nummers.
In Amerika kwam het album binnen op nummer drie in de albumlijst, nadat er 279.000 exemplaren werden verkocht in de eerste week. In de Hiphop/R&B lijst stond het album zeven weken op rij op de eerste plaats.

## Nummers
1. Back & Forth (ft. R. Kelly) - 3:51
2. Are You That Somebody? (ft. Timbaland) - 4:30
3. One in a Million - 4:30
4. I Care 4 U - 4:33
5. More Than a Woman - 3:49
6. Don't Know What to Tell Ya - 5:01
7. Try Again - 4:44
8. All I Need - 3:08
9. Miss You - 4:05
10. Don't Worry - 3:52
11. Come Over (ft. Tank) - 3:55
12. Erica Kane - 4:38
13. At Your Best (You Are Love) - 4:52
14. Got to Give It Up [Remix] - 3:58
15. If Your Girl Only Knew (ft. Timbaland en Missy Elliott) - 4:50
16. We Need a Resolution* (ft. Timbaland) - 4:02 - Original international edition
17. Rock the Boat* - 4:35 - Original international edition

### Bonus dvd
Limited edition met videoclips o.a.
1. One in a Million - 5:03
2. Are You That Somebody? - 4:29
3. Try Again (ft. Timbaland) - 3:50
4. We Need a Resolution - 4:06
5. More Than a Woman - 3:51
6. Come Back in One Piece (ft. DMX) - 3:41
7. 4 Page Letter - 4:56
8. Got to Give It Up [remix] - 4:09
9. Rock the Boat - 5:37
10. Japanimation Commercial - 0:47
11. Aaliyah Behind the Scenes - 12:56
12. Miss You* - 4:17 - Japanse limited edition